# Dana Vowinckel

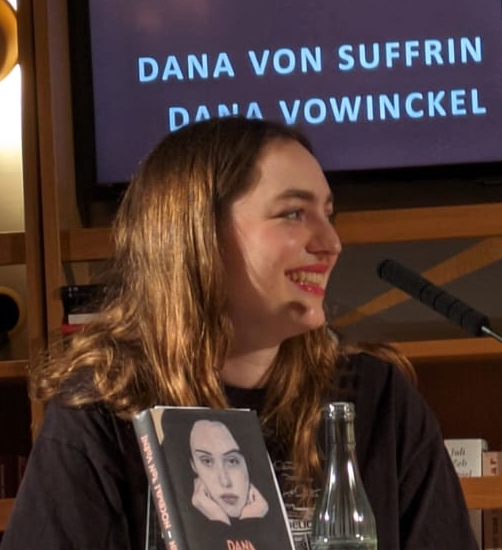
Dana Vowinckel (2024)

Dana Vowinckel (* 15. April 1996 in Berlin) ist eine deutsche Schriftstellerin.

## Leben
Dana Vowinckel wurde 1996 als Kind einer Deutschen und eines Amerikaners in Berlin geboren, wo sie zweisprachig in Berlin-Kreuzberg aufwuchs. Sie besuchte das Rückert-Gymnasium, das sie 2014 mit dem Abitur abschloss. Nach dem Abitur ging sie zunächst nach New York, um dort bei der Labyrinth Theater Company zu arbeiten. 2015 nahm sie ein Studium der Linguistik und Literaturwissenschaft auf, das sie nach Berlin, Toulouse, Cambridge und Frankfurt (Oder) führte. Obwohl sie viele Orte der Welt kennenlernte, behielt die Autorin ein enges Verhältnis zu Berlin bei, zu der Stadt, über die sie immer wieder schreibt.
Im Jahr 2021 nahm sie auf Einladung von Mara Delius am Ingeborg-Bachmann-Preis teil, wo sie einen Auszug aus ihrem Roman Gewässer im Ziplock vortrug. Mit dem Text über eine jüdische Familie gewann Dana Vowinckel den Deutschlandfunk-Preis.
2022 gewann sie den mit 5000 Euro dotierten Schreibwettbewerb L'Chaim: Schreib zum jüdischen Leben in Deutschland! mit ihrem Text In my Jewish bag. Für 2023 erhielt Vowinckel als eine von 37 in Berlin lebenden Autorinnen und Autoren das Arbeitsstipendium für Literatur in deutscher Sprache der Senatsverwaltung für Kultur und Europa. Ebenfalls erhielt Dana Vowinckel für das Jahr 2023 die Künstlerförderung der Konrad-Adenauer-Stiftung aus dem Else-Heiliger-Fonds im Bereich Literatur. Die Stiftung Ravensburger Verlag zeichnete sie für Gewässer im Ziplock mit dem Buchpreis Familienroman 2024 aus.
Dana Vowinckel lebt in Berlin.

## Auszeichnungen
- 2011: Förderpreis des Treffens junger Autoren
- 2013: Förderpreis des Treffens junger Autoren
- 2018: Shortlist für Berlin Stories
- 2020: Stadtschreiberin des Studierendenwerk Berlin[11]
- 2021: Nominiert für den Ingeborg Bachmann-Preis
- 2021: Deutschlandfunk-Preis[12]
- 2022: 1. Platz beim Schreibwettbewerb L'Chaim: Schreib zum jüdischen Leben in Deutschland!
- 2023: Arbeitsstipendium für Literatur in deutscher Sprache der Senatsverwaltung für Kultur und Europa, Berlin
- 2023: Mara-Cassens-Preis für Gewässer im Ziplock[13]
- 2024: Nominierung für den Preis der Leipziger Buchmesse für Gewässer im Ziplock[14]
- 2024: Literaturpreis „Text & Sprache“ des Kulturkreises der deutschen Wirtschaft[15]
- 2024: Buchpreis Familienroman 2024 der Stiftung Ravensburger Verlag für Gewässer im Ziplock[16]

## Werke
- Dana Vowinckel: Berlin Stories 2020 in: In der Weserstraße sonnt sich ein Haus. Literaturanthologie mit Texten studentischer Autor*innen, S. 50–97, hrsg. vom Studierendenwerk Berlin, Berlin 2020, ISBN 978-3-9822497-0-4.
- Spaziergang durch das jüdische Berlin, in: Literarische Diverse, Magazin #3: Widerstand, Literarische Diverse Verlag, Berlin 2020[17]
- Gewässer im Ziplock, Roman. suhrkamp nova im Suhrkamp Verlag, Berlin 2023, ISBN 978-3-518-47360-3.